# Ermida da Nossa Senhora do Vale
A Ermida de Nossa Senhora do Vale, também referida como Capela e Cruzeiro da Senhora do Vale, situa-se no lugar da Nossa Senhora do Vale, na freguesia de São Pedro de Cete, no Município de Paredes.
O conjunto da Capela e do Cruzeiro está declarado Imóvel de Interesse Público pelos Decretos n.º 37 728, DG 4 de 5 de Janeiro de 1950 e n.º 45 327, DG, 1ª série, n.º 251 de 25 outubro 1963 (Cruzeiro) .
Este monumento integra a Rota do Românico do Vale do Sousa.

## Descrição
Classificada como Imóvel de Interesse Público, integrando a Rota do Românico, a Ermida de Nossa Senhora do Vale situa-se no Lugar da Nossa Senhora do Vale, na freguesia de Cête. A arquitetura desta Ermida evidencia uma forma de construção própria dos finais do século XV ou do primeiro quartel do século XVI, sendo patentes semelhanças com a arquitetura do Mosteiro de São Pedro de Cete, nomeadamente no que respeita às pedras de armas.

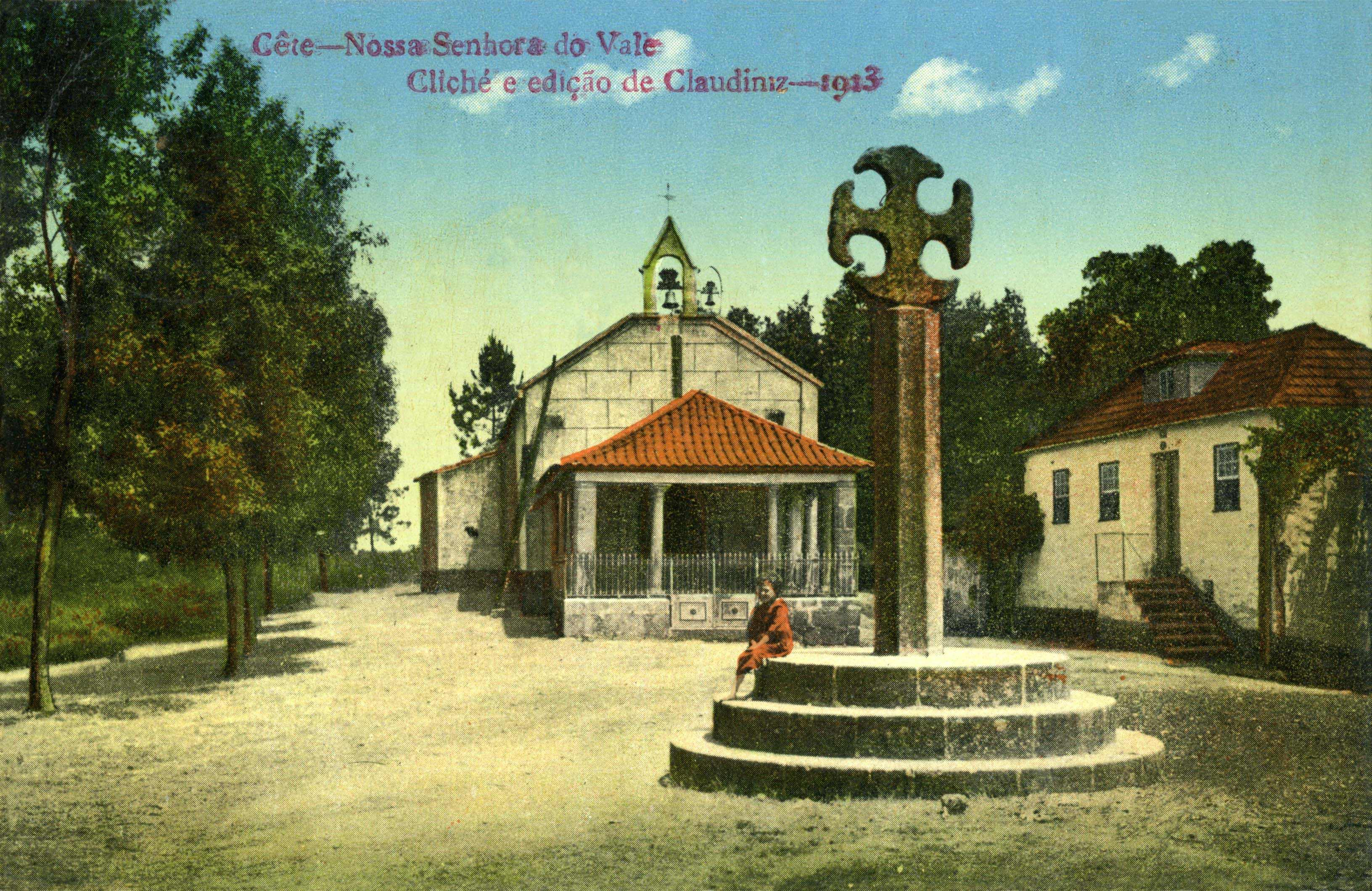
Nossa Senhora do Vale, e Cruzeiro. Cliché Claudiniz 1913

Um acrescento lateral à direita destina-se à sacristia cujo vão de acesso possui uma moldura da época manuelina.
O espaço interior, de uma só nave, possui um altar de talha no lado da Epístola e um arco triunfal levemente quebrado, apoiado em finos colunelos.
A colocação do púlpito no exterior da capela revela a existência de romarias, altura em que a afluência de fiéis obrigava à celebração ao ar livre.
O edifício é precedido por uma galilé de sabor clássico, sustentada por uma colunata toscana.